# Burg Zubštejn

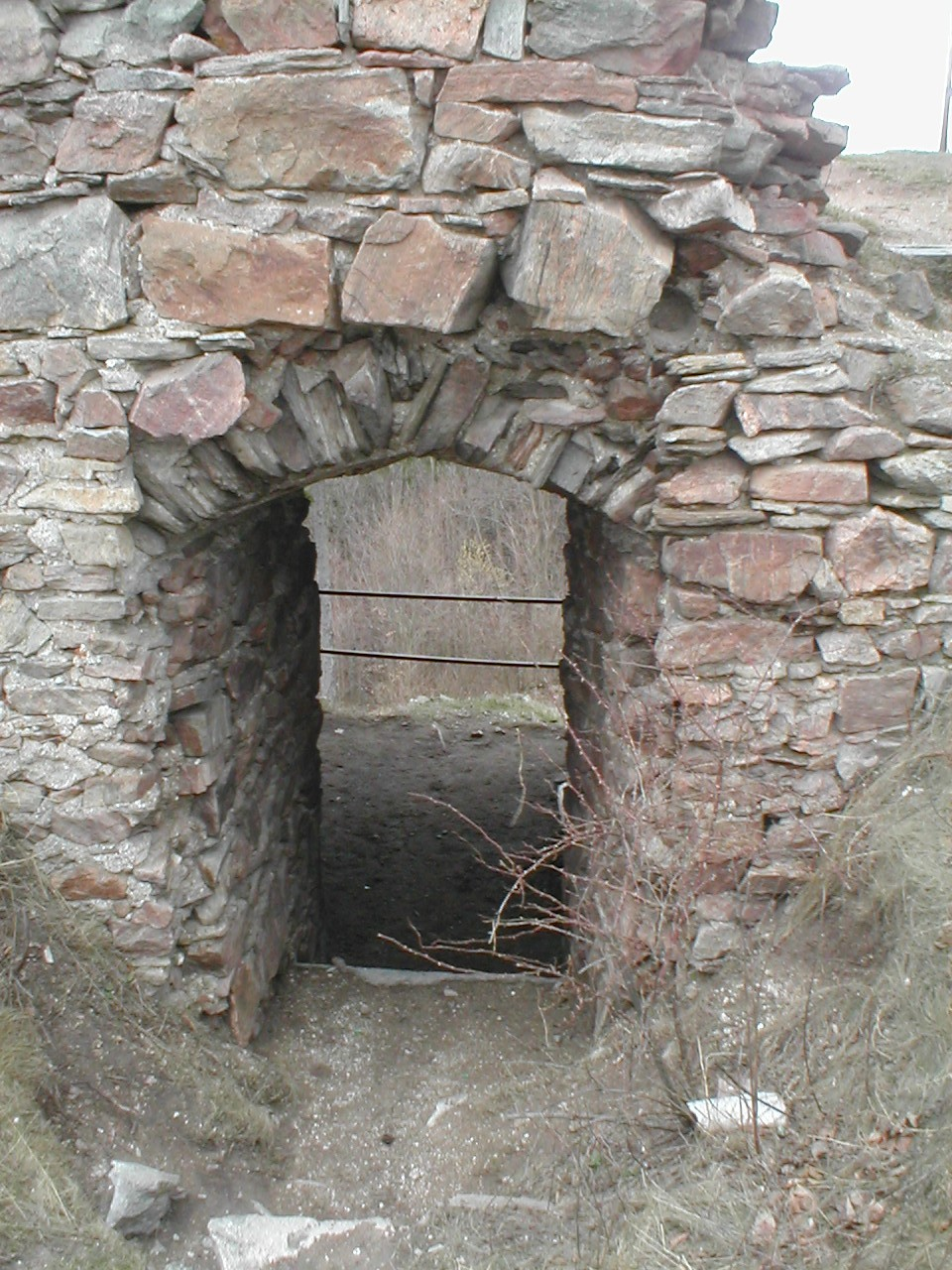

Die Ruine der Burg Zubštejn (auch Zubrštejn; Lapis bzw. Kámen; deutsch Zuberstein) befindet sich zwischen den Dörfern Kobylnice und Pivonice im Okres Žďár nad Sázavou in Tschechien.

## Geographische Lage
Die Höhenburg liegt im Hügelland der Nedvědická vrchovina im südlichen Teil der Böhmisch-Mährische Höhe auf einer langgestreckten bewaldeten Kuppe etwa 500 Meter oberhalb von Pivonice. Umliegende Ortschaften sind Kobylnice im Nordosten, Koroužné im Osten, Švařec und Borovec im Südosten, Lesoňovice im Südwesten und Pivonice im Westen. Zwei Kilometer nördlich befindet sich die Burgruine Pysseletz und in gleicher Distanz nach Nordwesten die Reste der Burg Aueršperk.

## Geschichte

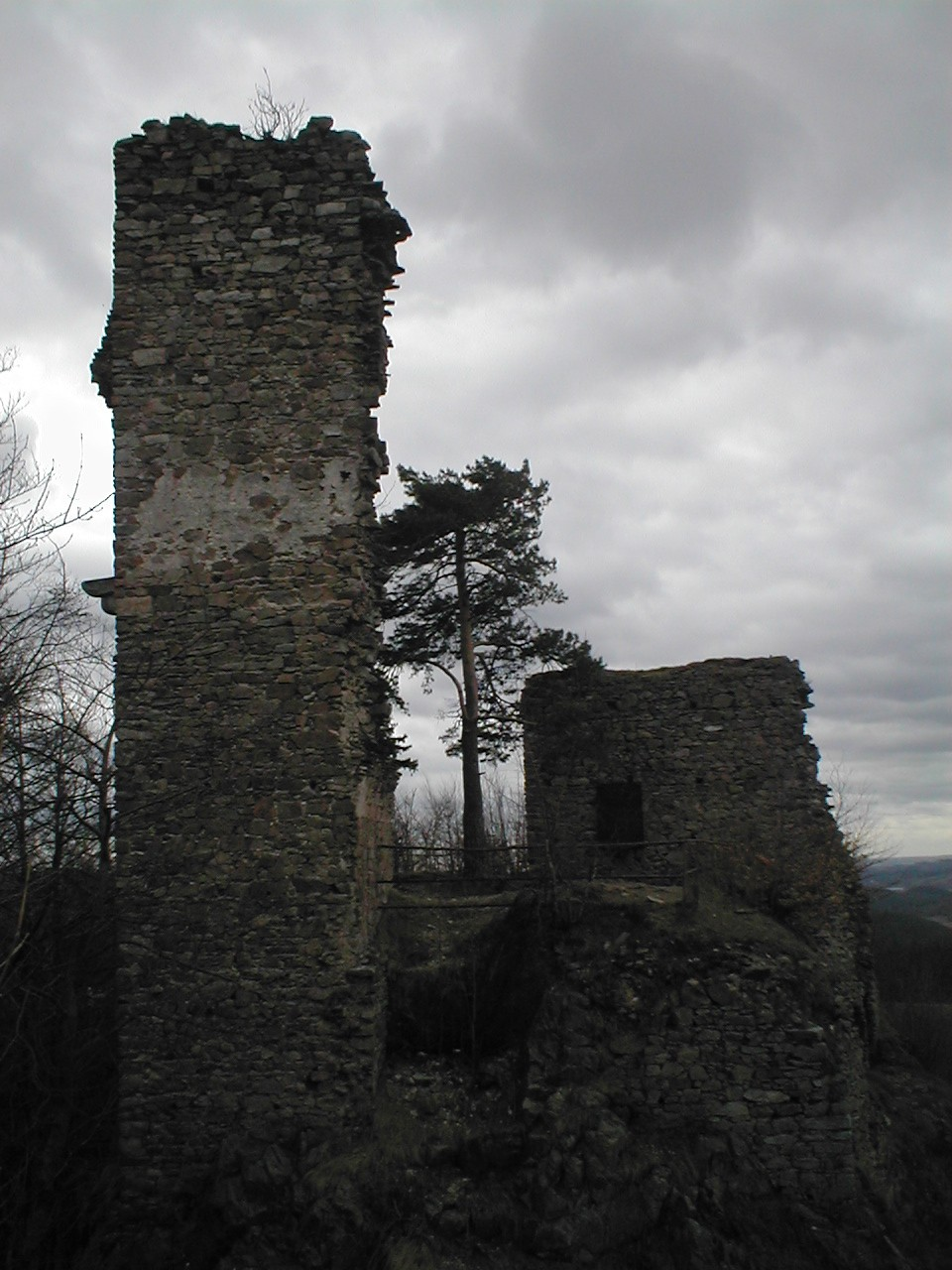

Die Burg Zubštejn erhielt ihren Namen nach den Kopf eines Auerochsens (tschechisch Zubr), der das Wappen der Herren von Pernstein ziert. Sie wurde zu Beginn des 13. Jahrhunderts von einem Familienzweig der späteren Herren von Pernstein gegründet, der sich zunächst „de Lapide“ bzw. tschechisch „z Kamene“ nannte. Einige Familienmitglieder benutzten auch den Namenszusatz „von Zubrstein“ (z Zubštejna).
Erstmals belegt ist der Burgname im Jahre 1344 im Namenszusatz von Archleb/Atluš und Emmeram/Jimram de Lapide (Jimram z Kamene). 1348 war sie verfallen und wurde als ehemalige Burg bezeichnet. Wenig später wurde sie wieder hergestellt.
Wegen Verschuldung mussten die Adligen „de Lapide“ bzw. „von Medlov“ 1358 die Herrschaft Zubrstein, die bis an Neustadtl reichte und auch die Dörfer Rokytno und Zubří umfasste, an den Markgrafen Johann Heinrich verkaufen. Dieser ließ die Burg ausbauen und vergrößern. Sein Sohn Jobst von Mähren verpfändete sie zunächst an Jan von Křižanov und 1397 an die Herren von Kunstadt. 1446 konnte Johann von Pernstein die Herrschaft zurück erlangen. Er überschrieb Burg und Herrschaft Mitte der 1460er Jahre seinem Sohn Sigmund von Pernstein. Nach dessen Tod 1473 fiel beides als Wittum seiner Witwe Elisabeth von Boskowitz, die mit ihren kleinen Töchtern auf der Burg Zubštejn wohnte. Nach ihrer Wiederverheiratung vor 1476 mit Linhard von Guttenstein (Linhart z Gutštejna) fiel die Burg an ihren Schwiegervater Johann zurück bzw. dessen zweitgeborenen Sohn Wilhelm II. von Pernstein, der 1521 starb.
Zwischen 1522 und 1547 wurde die Burg verlassen und verfiel. Nachdem sie Mitte des 17. Jahrhunderts ein Räubernest geworden war, wurde sie zerstört.
Von der Burg sind Teile des Palas, Bergfriedes und der Burgmauer sowie der Brunnen erhalten.